# Tessa Hennig: Mutti steigt aus
Mutti steigt aus ist ein deutscher Fernsehfilm von Gloria Behrens aus dem Jahr 2013. Bei dem in der Rubrik „Herzkino“ startenden ZDF-Sonntagsfilm handelt es sich um die zweite Folge der Filmreihe Tessa Hennig und somit der zweiten Romanverfilmung der Autorin nach Elli gibt den Löffel ab aus dem Jahr 2012.

## Handlung
Die drei Jugendfreundinnen Maria, Elke und Sigrun wollen nicht in einem Seniorenheim versauern. Stattdessen planen sie einen gemeinsamen Trip nach Gran Canaria, den sie über ihre Rente finanzieren wollen. Maria ist die finanzstärkste der drei, weshalb Elke und Sigrun darauf spekulieren, dass sie mit Marias Hilfe hier auf der Insel dauerhaft Fuß fassen können. Zunächst wollen sie aber erst einmal ihren Urlaub genießen. Dabei ist ihnen vor allen Dingen eine „Männerfreie Zone!“ eine Herzensangelegenheit: Marias Ehemann ist tot und sie will sich keiner neuen Liebe fügen. Elke wurde vom männlichen Geschlecht mehrfach abserviert und nach Sigruns Dafürhalten seien Männer die Schöpfung schlechterer Frauen. Auf Gran Canaria angekommen, erwartet sie alles andere als ein sorgen- und männerfreies Paradies. Der Makler ihres gemieteten Lofts betreibt krumme Geschäfte und auch Marias nerviger Sohn fliegt seiner Mutter nach. Während Elke und Sigrun mit Maria und ihrem Kapital sich hier auf Gran Canaria eine Villa in den Bergen mit Pool und Meerblick gönnen möchten, spekuliert auch Marias Sohn auf eine Finanzspritze seiner Mutter, weshalb er sie zum Verkauf ihres Grundstücks in Berlin gedrängt hat. Doch nun will seine Mutter den Erlös allein für den Kauf ihrer neuen Villa auf der Insel verwenden. Robert hofft, ihr diesen Ausstieg ausreden zu können. Ein angenehmer männlicher Zeitgenosse ist aber ihr zukünftiger Nachbar Miguel. Er stellt für die drei Frauen nämlich keine „Gefahr“ dar, da er bis vor kurzem mit einem Mann zusammengelebt hatte. Nachdem er von seinem Freund betrogen wurde, ist er für Maria, Elke und Sigrun eine Art Seelenverwandter, mit dem sie sich alle drei sehr gern unterhalten und Zeit verbringen. Er vermittelt ihnen sogar eine Zwischenfinanzierung über seinen Schwager Pablo zum Kauf der Villa. Pablo ist recht charmant und lädt die drei Freundinnen kurzerhand auf seine Yacht ein. Sein Interesse gilt jedoch nur Maria, die aber dessen Avancen strikt zurückweist. Das ändert sich, als Maria sich hilfesuchend an ihn wendet, nachdem sie feststellt, dass der Makler sie betrogen und die Villa doppelt verkauft hat. Aufgrund seiner Möglichkeiten kann Pablo die Überweisung gerade noch rechtzeitig stoppen, sodass Maria ihr Geld nicht verliert. Er setzt sich auch dafür ein, dass Maria die Villa vielleicht doch noch erwerben kann. Während beide einen romantischen Abend am Strand und die Nacht auf Pablos Yacht verbringen, amüsieren sich Elke und Sigrun in einer Bar mit Miguel. Sigrun versteht sich mit ihm so gut, dass Miguel ihr anbietet, bei ihm zu bleiben. Maria ist sich noch nicht sicher, ob sie auf Gran Canaria und bei Pablo bleiben soll, zumal ihr Robert gerade eröffnet hat, Vater zu werden. Ihre Schwiegertochter macht ihr aber klar, dass sie das alles auch allein schaffen und sie doch einfach nur mal an sich denken solle. Pablo überrascht Maria dann mit einer Besitzurkunde: Er hat die Villa für sie gekauft. So können die drei Freundinnen gemeinsam zusammen wohnen, so wie sie es sich erträumt haben.

## Hintergrund
Mutti steigt aus wurde vom 15. Januar 2013 bis zum 28. Februar 2013 an Schauplätzen in der deutschen Hauptstadt Berlin und auf der idyllischen Insel Gran Canaria gedreht.

## Rezeption

### Einschaltquote
Die Erstausstrahlung von Mutti steigt aus am 12. Mai 2013 wurde in Deutschland von 5,13 Millionen Zuschauern gesehen und erreichte einen Marktanteil von 14,9 Prozent für das ZDF.

### Kritiken
Tilmann P. Gangloff urteilte für tittelbach.tv: „Geld spielt keine Rolle im südländischen, traumhaft gelegen [sic!] Dreimädelhaus, das drei Freundinnen um die 60 gemeinsam erwerben. Man gönnt sich schließlich sonst nichts! Gloria Behrens inszenierte die dünne Geschichte nach einem jener ‚jetzt-reicht’s!‘-Romane von Tessa Hennig angenehm flott und munter, passend zum ständig schönen Wetter. Eine eskapistische Geschichte aus einer weiblichen Parallelwelt mit recht spielfreudigem Trio.“ „Naturgemäß wirkt das romantisch-komische Drama über weite Strecken wie ein Werbefilm für Gran Canaria, zumal Kameramann Jochen Radermacher einige wirklich schöne Bilder gelungen sind, deren krasser Gegensatz zum graukalten Berlin eigens betont wird. Sonne und Strand sind zwar nicht immer Teil der Handlung, gehören aber zur Geschichte, weil Sigrun und Elke die Insel in den höchsten Tönen loben, um Maria zum Ausstieg aus dem Alltag und zum Einstieg in die Haus-WG zu überreden. Auch Las Palmas wird nur von seinen besten Seiten gezeigt. Heimlicher Star des Films ist trotzdem nicht Gran Canaria, sondern Miguel (Rudy Ruggiero), der schwule neue Nachbar des Trios.“
Die Kritiker der Fernsehzeitschrift TV Spielfilm zeigten mit dem Daumen zur Seite, der Film sei „verfilmte Reiselektüre für Damen eines gewissen Alters“ und beinhalte „Binsenweisheiten unter strahlender Sonne“.